# Movimento Acorda Lisboa
O Movimento Acorda Lisboa - MAL, pretende mobilizar a população de Lisboa para o que se passa na cidade, mostrando através do seu sítio informações sobre eventos diversos, como noites de cinema, concertos, espaços alternativos e outras manifestações da cultura popular. É, também, um local de encontro na web aberto a debates sobre a cidade.
Este colectivo artístico proactivo de Lisboa, entre muitas e variadíssimas intervenções, realizou o 1as! (Primeiras - Film & VideoArt Fest), o Beija-me e o CineLençol.
Potencia o despertar dos lisboetas, provocando  estes a realizarem mais, a fazerem mais, a participar e a intervir, realizando também as Loff Sessions, a Casa Aberta, o Projecto Rodapé, o NightWriter, o Laser Tag, o Led Bombing e diversos outros "Site Specific".
Outro projecto baseado sobre investigação e trabalho de campo do MAL foi o Museu Efémero.